# 르노 트럭 T
르노 트럭 T(영어: Renault Trucks T)는 프랑스의 르노 트럭 사가 생산하는 대형 트럭이다. 2013년부터 생산된 트럭으로 르노 매그넘의 후속으로 출시되었다.